# 迪圖瓦山脈

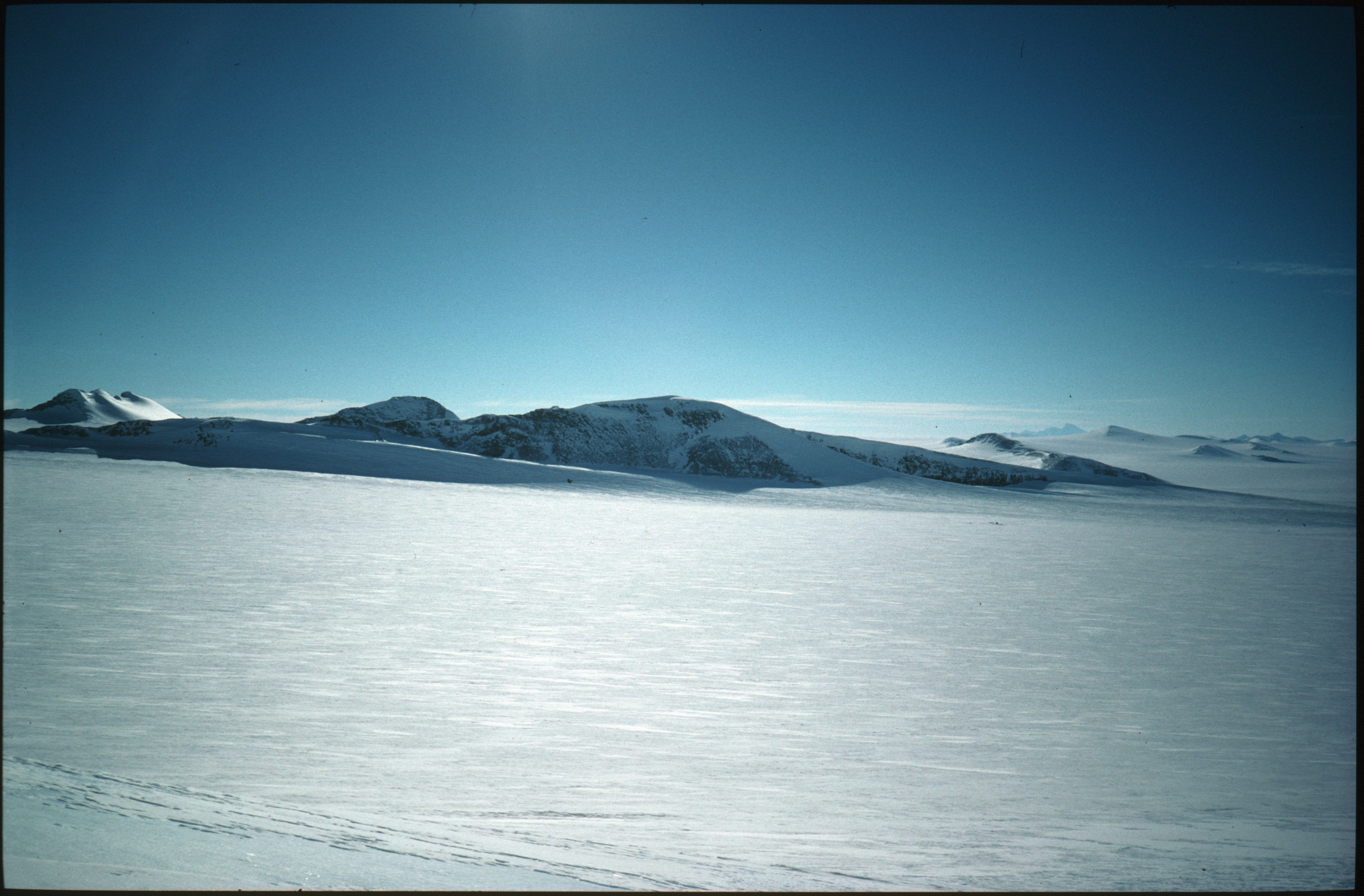

72°28′S 62°11′W / 72.467°S 62.183°W
迪圖瓦山脈（英語：Du Toit Mountains）是南極洲的山脈，位於帕爾默地東南部，長約56公里、寬16公里，海拔高度1,700米，由美國研究隊拍攝空中照片，現時由南極條約體系管理。